# ببليوتيكا هيرتسيانا

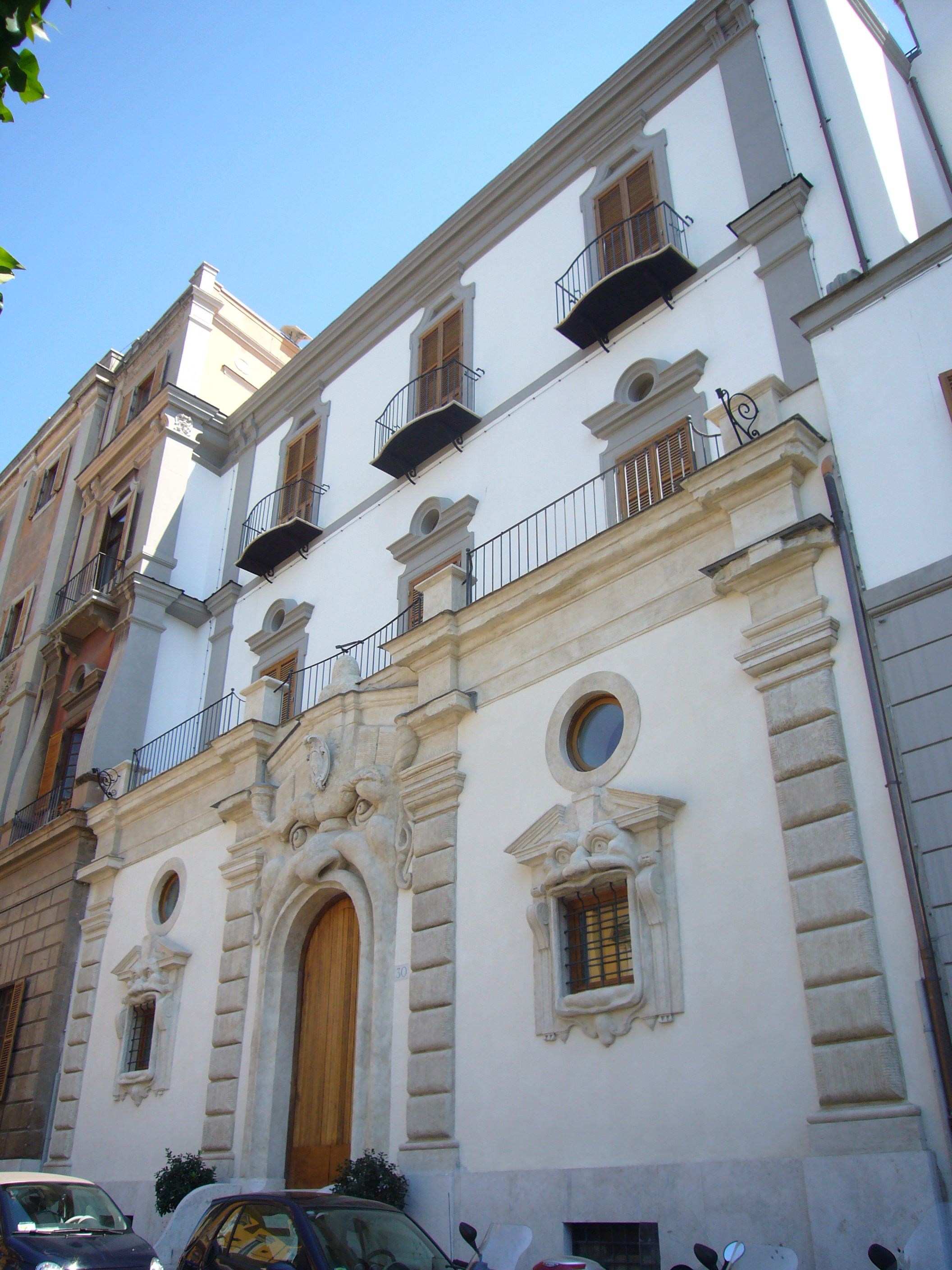

ببليوتيكا هيرتسيانا (باللاتينية: Bibliotheca Hertziana) هي معهد بحثي ألماني مقره العاصمة الإيطالية روما، ويتبع لمعهد ماكس بلانك لتاريخ الفن. أُنشئ كمعهد من معاهد القيصر فيلهلم سنة 1913 بتبرع قدمته في العام السابق هنرييته هيرتس، وهو اليوم من المعاهد القليلة التابعة لجمعية ماكس بلانك التي لا يوجد مقرها على الأراضي الألمانية.
يقع المعهد في قلب مدينة روما التاريخية قرب كنيسة ترينيتا دي مونتي، وتضمه أربعة مبانٍ تطل على طريق «فيا غريغوريانا».

## وصلات خارجية
- الصفحة الرسمية للمعهد (بالإيطالية) (بالألمانية)

```
(بالإنجليزية)
```